# Goldbach Neo
Goldbach Neo OOH AG (zuvor: Clear Channel Schweiz AG) ist ein Medienunternehmen mit Sitz in Hünenberg, Kanton Zug. Das Unternehmen ist schweizweit tätig und gehört zur TX Group und ist bei der dazugehörigen Vermarktungsgesellschaft Goldbach Group angesiedelt. Davor war Goldbach Neo eine Tochtergesellschaft der Clear Channel International Gruppe, dem internationalen Geschäftsbereich von Clear Channel Outdoor Holdings, Inc. Diese ist an der New Yorker Börse kotiert.

## Tätigkeit
Goldbach Neo ist im Bereich der Aussenwerbung tätig. Das Angebot in der Schweiz umfasst über 25'000 klassische und digitale Werbeflächen. Dazu gehören Plakatstellen auf der Strasse (privater und öffentlicher Grund), in Einkaufszentren, an Tankstellen und Flughäfen und im öffentlichen Verkehr. 
In der Vergangenheit besaß der Quasi-Monopolist APG SGA in der Schweiz einen Anteil 90 Prozent bei den Plakatflächen auf öffentlichem Grund. 2012 forderte deshalb der Preisüberwacher, dass die Verträge zur Bewirtschaftung der Plakatflächen öffentlich ausgeschrieben werden. In den Folgejahren überbot Goldbach Neo bei der Ausschreibung grosser Werbeflächen wiederholt den Konkurrenten APG und positionierte sich als Pionier für Wettbewerb.

## Geschichte

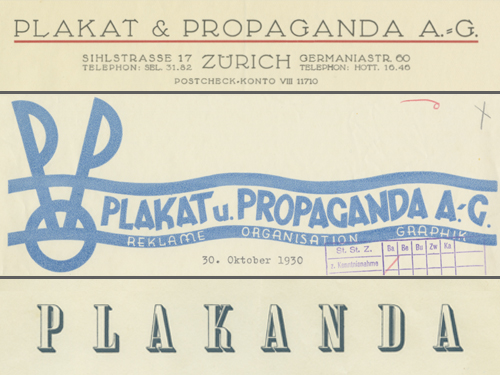

Gegründet wird die Unternehmung 1924 unter dem Namen „Plakat und Propaganda AG“ durch Rudolf und Wanda Häuptli Schiller. Später wird der Name auf „Plakanda“ verkürzt. 1989 wird das Familienunternehmen an die Distral Holding AG und später an den Schweizer Unternehmer Peter Gmür verkauft. Die 1991 offiziell in Plakanda AG umbenannte Gesellschaft durchläuft einen Boom. 1999 folgt der Erwerb der Firma Interpubli Werbe AG. Durch die Fusion mit der AWI und der OFEX AG steigt die Plakanda zur Nummer zwei im Schweizer Aussenwerbemarkt auf.
1999 wird die Plakanda Holding AG an die Clear Channel Outdoor verkauft. 2005 vergrössert die Clear Channel Gruppe ihr Angebot um das Plakatstellennetz der Plakatron AG, im selben Jahr folgt der Erwerb der Firma Infotrak AG, 2006 die Übernahme der Felice GmbH.
2008 übernehmen die Private-Equity-Unternehmen Thomas H. Lee Partners und Bain Capital den Clear-Channel-Konzern.
Unter Jürg Rötheli, CEO von 2010 bis 2016, findet die Konsolidierung aller Gruppengesellschaften in die Clear Channel Schweiz AG statt. 2014 feiert die Clear Channel Schweiz AG ihr 90-jähriges Bestehen.
Per 2020 verlor Clear Channel die Vermarktung sämtlicher Werbeflächen auf dem Flughafen Zürich, da sie in der entsprechenden Ausschreibung gegen die APG unterlegen war.
Im Dezember 2022 wurde bekannt, dass Clear Channel Schweiz von der Goldbach Group übernommen wird. Der Abschluss der Übernahme ist für den 31. März 2023 vorgesehen. Infolge wurde das Unternehmen im Juni 2023 in Goldbach Neo OOH AG umbenannt. Die zu Goldbach gehörende Neo Advertising AG soll per Ende September 2023 integriert werden. Per Oktober 2024 tritt Goldbach Neo mit neuem Angebot am Markt auf. Traditionell ist im Oktober jeweils die Buchungseröffnung für Anbieter in der Aussenwerbebranche. Ab diesem Zeitpunkt können sämtliche Werbeflächen für das folgende Jahr gebucht werden. 

### Chronologie
- 1920–1939 Gründerjahre der Plakat und Propaganda A.-G.
- 1940–1959 Pionierzeit der Plakat & Propaganda AG
- 1960–1979 Plakat & Propaganda AG bricht das APG-Konzessionsmonopol
- 1980–1989 Vom Kleinbetrieb zur Plakatgesellschaft Plakat & Propaganda AG
- 1990–1999 Entwicklung zum Medienunternehmen Plakanda Holding AG
- 2000–2014 Konsolidierung innerhalb der Clear-Channel-Gruppe
- Dezember 2022 Übernahme durch die TX Group
- Juni 2023 Bekanntgabe neuer Name Goldbach Neo
- Juli 2023 Stadtvertrag mit Luzern verlängert bis 2032
- September 2023 Fusion mit Neo Advertising

## Konzernstruktur
Die Goldbach Neo OOH AG ist eine Tochtergesellschaft der Goldbach Group AG mit Sitz in Küsnacht. Die Goldbach Group AG ist hauptsächlich in der Schweiz, Österreich und Deutschland tätig und ist ein Unternehmen der TX Group.